# Satyrium bracteatum
Satyrium bracteatum är en orkidéart som först beskrevs av Carl von Linné d.y., och fick sitt nu gällande namn av Carl Peter Thunberg. Satyrium bracteatum ingår i släktet Satyrium och familjen orkidéer. Inga underarter finns listade i Catalogue of Life.